# Sibylle Schwarz

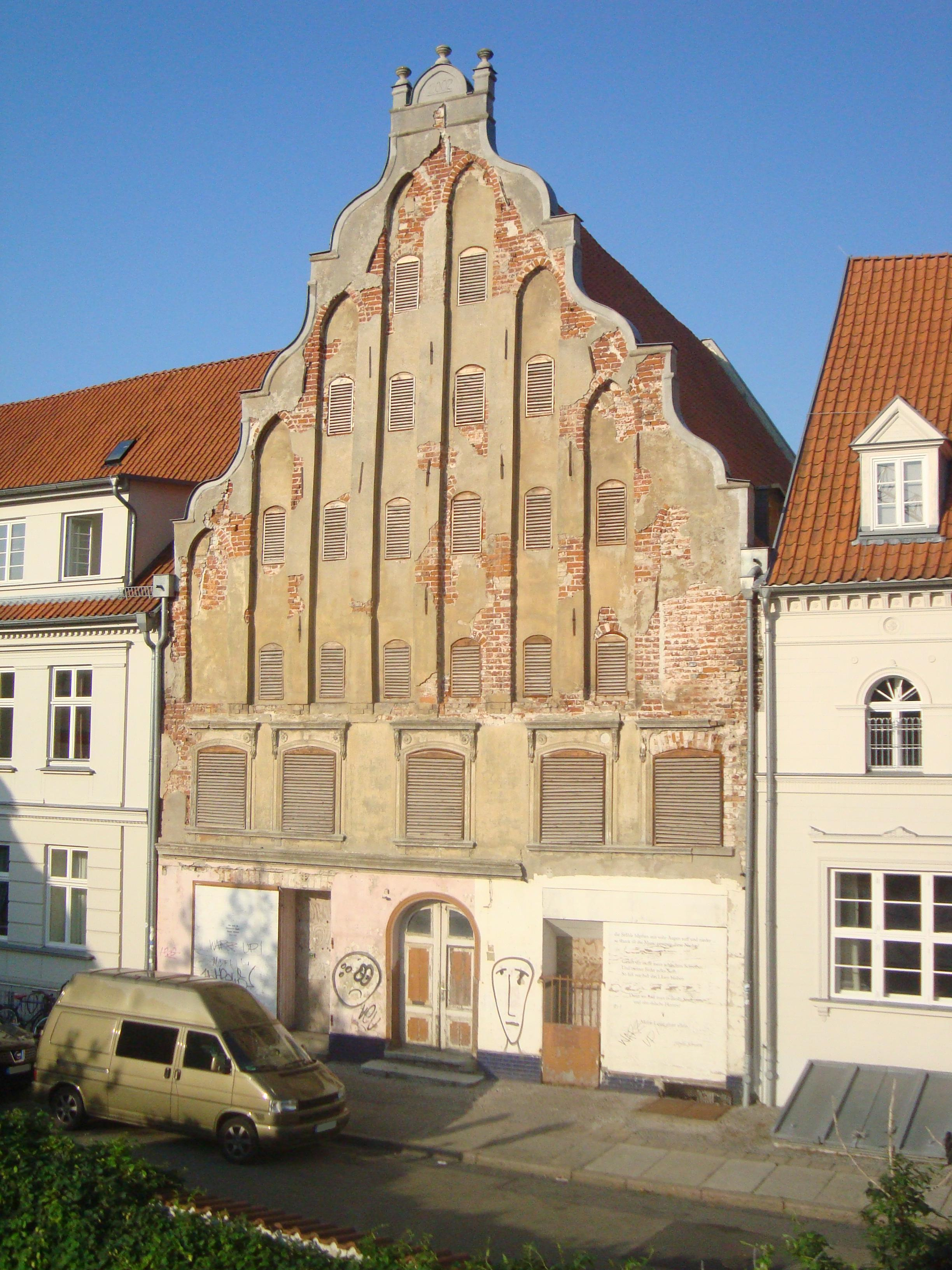
Dom Sibylle Schwarz w Greifswaldzie

Sibylle (Sibylla) Schwarz także Schwartz, Schwar(t)zin (ur. 14 lutego 1621 w Greifswaldzie, zm. 31 lipca 1638 tamże) – pomorska poetka barokowa.

## Życiorys
Była córką Christiana Schwarza, prawnika, doktora obojga praw, członka rady miejskiej w Greifswaldzie, później burmistrza miasta i doradcy Bogusława XIV. Matką była Regina Schwarz, córka rajcy miejskiego. Rodzice Sibylle pochodzili z osiadłych w Greifswaldzie od wieków kupieckich rodów mieszczańskich. Sibylle była najmłodszym z ich siedmiorga dzieci. 
Otrzymała typowe dla środowiska mieszczańskiego wychowanie i wykształcenie. Ważną rolę w kształceniu Sibylle pełnili bracia, szczególnie uczący jej łaciny Christian. Dom Schwarzów gromadził profesorów (np. Alexandra Christiana i Johanna Schönera) i studentów uniwersytetu w Greifswaldzie. Sibylle uczestniczyła w rozmowach, które poszerzały jej horyzonty.
Kiedy w 1631 siostra Sibylle, Regina, która po śmierci ich matki zajmowała się domem, wyszła za mąż, pozostałe siostry – Emerentia i Sibylle – musiały przejąć obowiązki domowe. Wiersze pisała nocami. Wybrzmiewa w nich temat wojny trzydziestoletniej, która przypadła na młodość Schwarz.
Niespodziewanie 23 lipca 1638 Schwarz zachorowała na czerwonkę. Zmarła w dniu ślubu siostry Emerentii. Została pochowana w kościele św. Mikołaja w Greifswaldzie.

## Twórczość
Zaczęła pisać wiersze w wieku 10 lat.
W 1634 Schwarz uczestniczyła w oficjalnym powitaniu siostrzeńca księcia Bogusława XIV, Ernesta Bogusława von Croya. Przyjechał do Greifswaldu na studia, a Schwarz publicznie wygłosiła swój wiersz Als J.F.G. vohn Croja und Arschott zu Greiffswald, Studierens halben, angelanget. W końcu 1637 wraz z rodzeństwem wyjechała z Greifswaldu do Stralsundu. Wydarzenie to opisała w wierszu Auf Ihren Abscheid aus Greifswald. Gesang. Czasowo mieszkała w Upatel koło Gützkow, gdzie napisała wiersz Trost-Gedichte an unser Fretow. Na początku 1638 Fretow zostało złupione i spalone przez Szwedów, co zaowocowało stworzeniem przez Schwarz scenki dramatycznej pt. Trauer-Spiel wegen Einäscherung ihres Freudenorts Fretow. Wiersz Als Herr Doctor Hermannus Quirinus uns mit seiner Lang entzogenen Gegenwart wieder erfreuet hat powstał z okazji powrotu do Greifswaldu Hermanna Querena (Quirinusa), przyszłego męża Emerentii Szwarz i szwagra Sibylle Schwarz. Przed śmiercią zdążyła napisać pożegnalny wiersz Lied gegen ihren seel. Abscheid. Pisała wiersze o tematyce świeckiej i religijnej. Tworzyła poematy, sonety, sielankowe opowiadania. 
Ze względu na liczne wzmianki w jej wierszach, wiemy, że znała i czytała utwory Augusta Buchnera (1591–1661), Daniela Heinsiusa (1580–1655), tłumaczonych przez niego Terencjusza i Liwiusza oraz Jakoba Catsa (1577–1660). Uważała się na uczennicę Martina Opitza. W Michaelu Behmie widziała opiekuna swej poezji.
Prawdopodobnie ostatnie lata życia poświęciła tłumaczeniom z holenderskiego 3 wierszy Jakoba Catsa. Współcześni uważali ją za poetkę. Mövius Völschow w kazaniu ku czci Christiana Schwarza nazwał ją Sibylla Kalliographia (Sibylle pięknie pisząca), w mowie pogrzebowej Christoph Hagen określił ją jako schön Schreibende (pięknie piszącą), a jej wiersze nazwał vunderliche(n) Gaben in der Teutschen Poesi (cudownymi darami w niemieckiej poezji). Daniel Georg Morhof twierdził, że była Wunder ihrer Zeit (cudem swoich czasów).
W 1650 w Gdańsku nauczyciel Schwarz, Samuel Gerlach (1609–1683), wydał spuściznę poetki. Nazywał ją pomorską Safoną (Pommerische Sappho) i dziesiątą muzą (zehnte Muse).
Znanych jest 105 jej wierszy i 4 próby dramatyczne (m.in. dramat Susanna i opowieść pasterska Faunus). Wszystkie utwory napisała między 12. a 17. rokiem życia.
W 1980 ukazał się przedruk jej twórczości wydanej w 1650. W jubileuszowym roku 2021, w 400. rocznicę jej urodzin, wydano 3 publikacje jej poświęcone: nakładem wydawnictwa Secession Verlag ukazała się książka Ich fliege Himmel an mit ungezähmten Pferden, w Lipsku pojawiło się krytyczne wydanie jej prac pt. Werke, a w Hanowerze opublikowano książkę pt. Sibylla Schwarz. Deutsche Poetische Gedichte. Wydawnictwo Reprodukt-Verlag planuje powieść graficzną poświęconą poetce.

## Upamiętnienie
W 2013 w Greifswaldzie rozpoczęto działania zmierzające do przywrócenia pamięci o niej. W Greifswaldzie działa stowarzyszenie Förderverein Sibylla Schwarz e.V. Badaczką i popularyzatorką twórczości Schwarz jest dr Monika Schneikart z Institut für Deutsche Philologie na Uniwersytecie w Greifswaldzie.
W 2014 powstał film Sibylla Back in Town, który opowiada o poetce.
Była bohaterką wystawy z cyklu Pomorzanki i Pomorzanie, która była dostępna od kwietnia do lipca 2021 w Książnicy Pomorskiej w Szczecinie.